# Parco delle Gole della Breggia

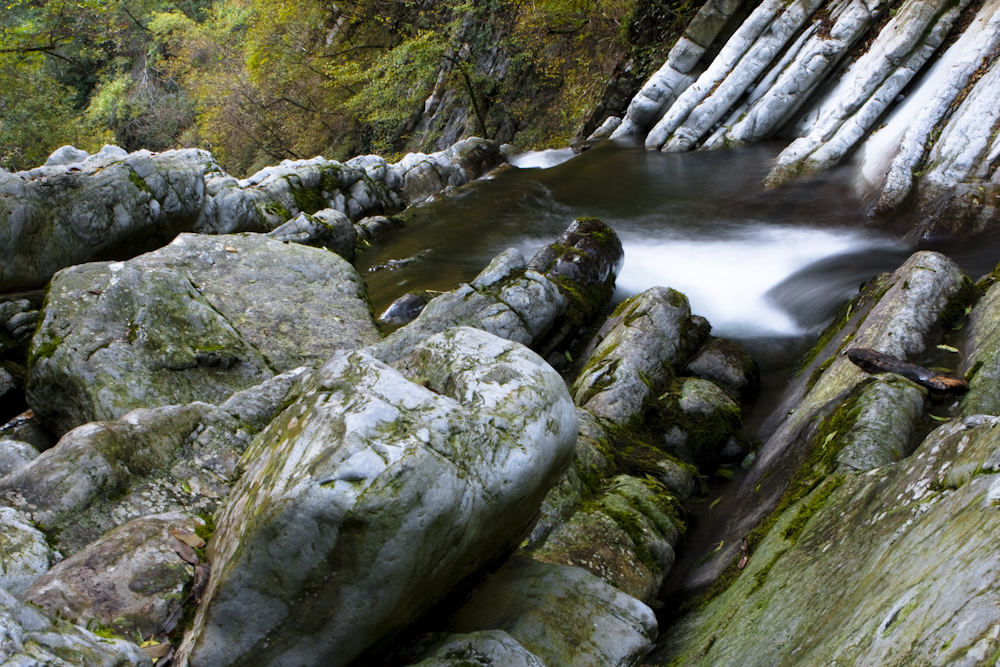
Moltrasio-Kalk in der Breggia-Schlucht

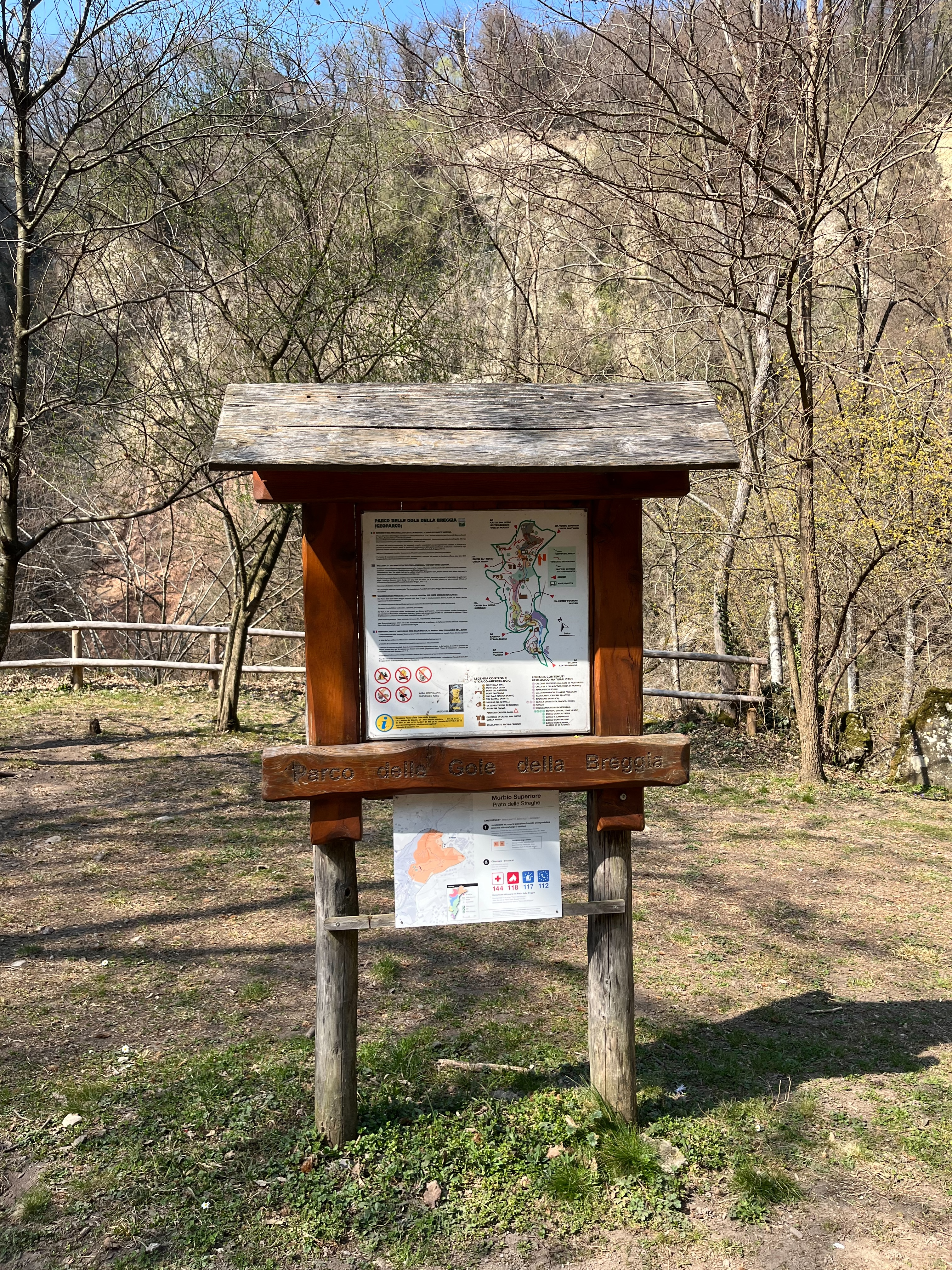
Informationstafel des Geoparks

Der Parco delle Gole della Breggia (Park der Breggia-Schluchten) ist ein kantonaler Naturpark im Tessin und der erste Geopark der Schweiz. Der Park liegt ganz im Süden des Kantons im Mendrisiotto, einige Kilometer nördlich von Chiasso am Fluss Breggia. Im tiefen Einschnitt ist sehr deutlich eine Abfolge von unterschiedlichen Gesteinen der letzten 200 Millionen Jahre zu sehen: von Kalken aus der älteren Jura-Zeit über Flysch der Kreide-Zeit bis zu jungem Schotter. Schutzobjekte des Parks sind aber auch die Fauna und Flora, die Landschaft und das historische Erbe.

## Lage und Erschliessung
Der kleine Park mit einer Fläche von 65 Hektar liegt am südlichen Rand der Alpen. Die Breggia bildet am Ende des Muggiotals eine kleine Schlucht. Auf einer Strecke von etwa anderthalb Kilometern treten verschiedenen Gesteinsschichten zu Tage. Auf der Ostseite der Schlucht liegen die Dörfer Morbio Inferiore (342 m) und Morbio Superiore (458 m), auf der Westseite Castel San Pietro (442 m) und Balerna (306 m). Der tiefste Punkt des Parks liegt etwa bei 260 m, der höchste bei 450 m. Die Westseite gehört zu den südlichen Ausläufern des Monte Generoso. Etwas westlich liegt der für seine Fossilien bekannte Monte San Giorgio.
Der Geopark gliedert sich in drei Abschnitte:
- Den oberen Bereich bildet eine enge Schlucht, bewaldet und nur durch ein paar Wege erschlossen. Eine hohe Brücke, Stege und Treppen erschliessen das steile Gelände bei der Buzun da Diavul (Teufelsschlucht) im unteren Bereich. Etwas oberhalb liegt auf der Prato delle Streghe (Hexenwiese) ein Picknickplatz.
- Unterhalb des engen Einschnitts[4] folgt ein etwas breiterer Talabschnitt mit einem ehemaligen Industriegelände – heute eine parkähnliche Landschaft. Im weiten Talboden bildete sich die Schwemmebene Molini mit weniger hohen Hängen.
- Danach windet sich die Breggia nochmals in einem engen Abschnitt zwischen den Hügeln von Balerna und Morbio Inferiore durch, bevor sie dann unterhalb der Parkgrenze in flaches Gelände austritt.

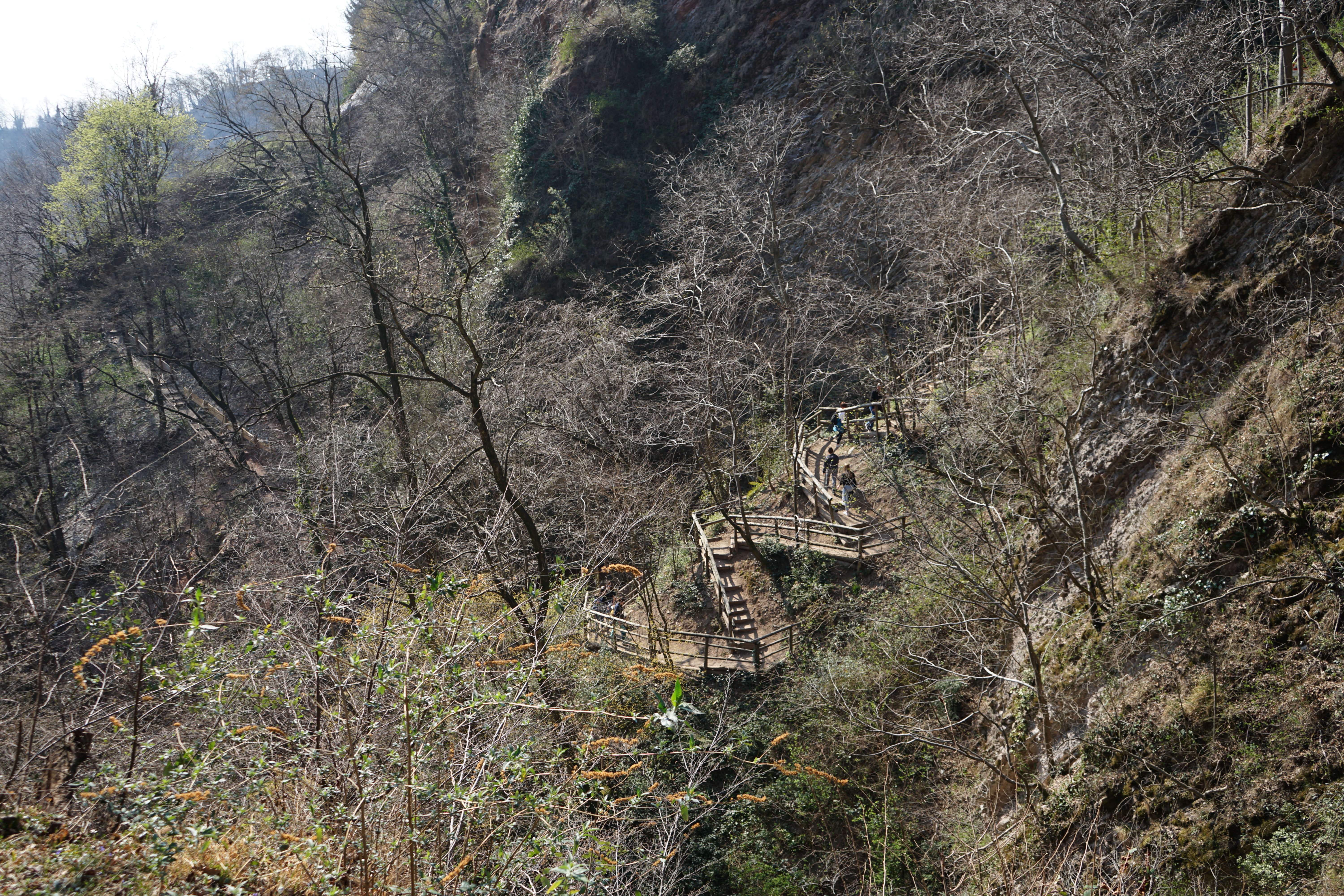
Wanderweg im oberen Bereich der Schlucht
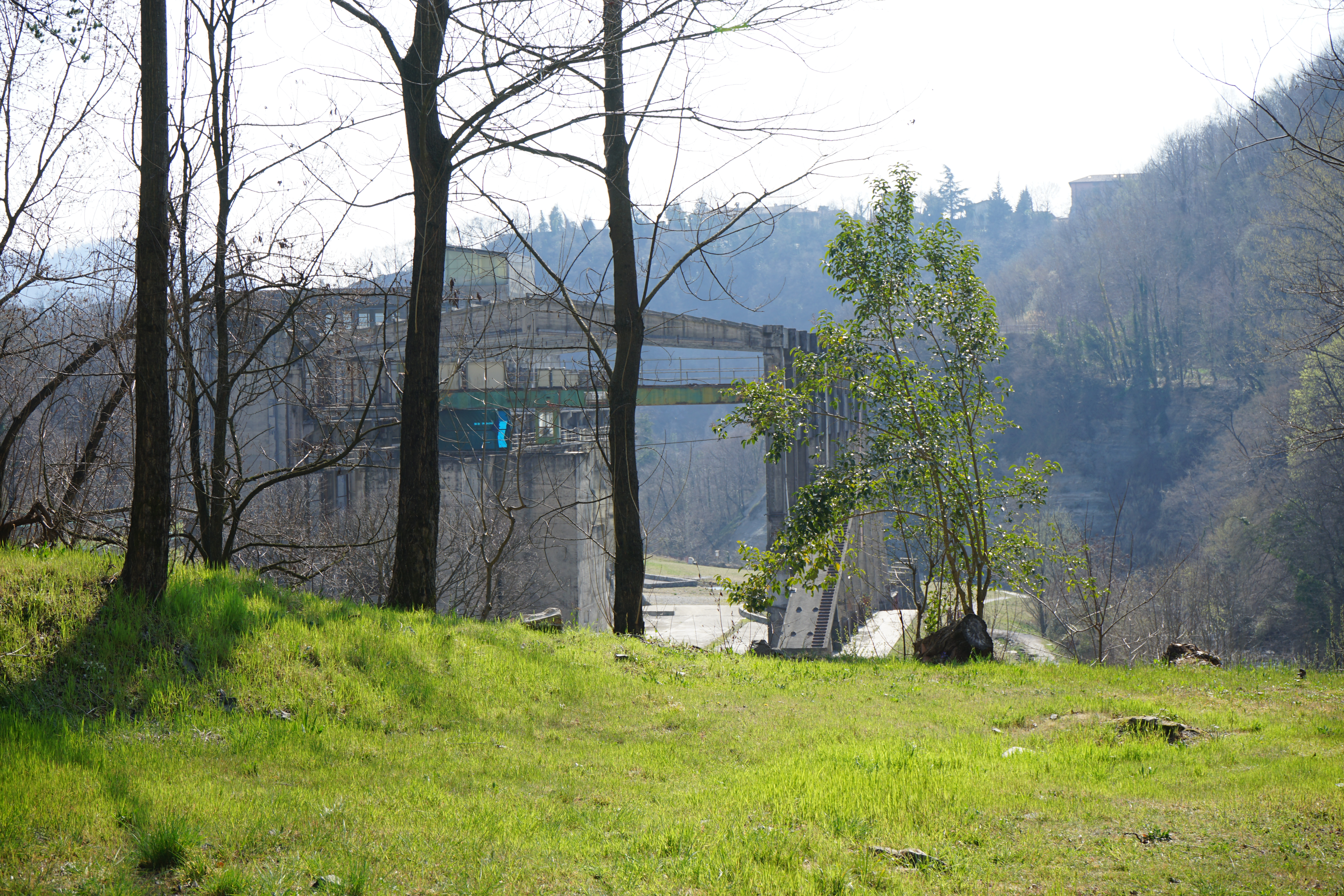
Ehemaliges Industriegelände
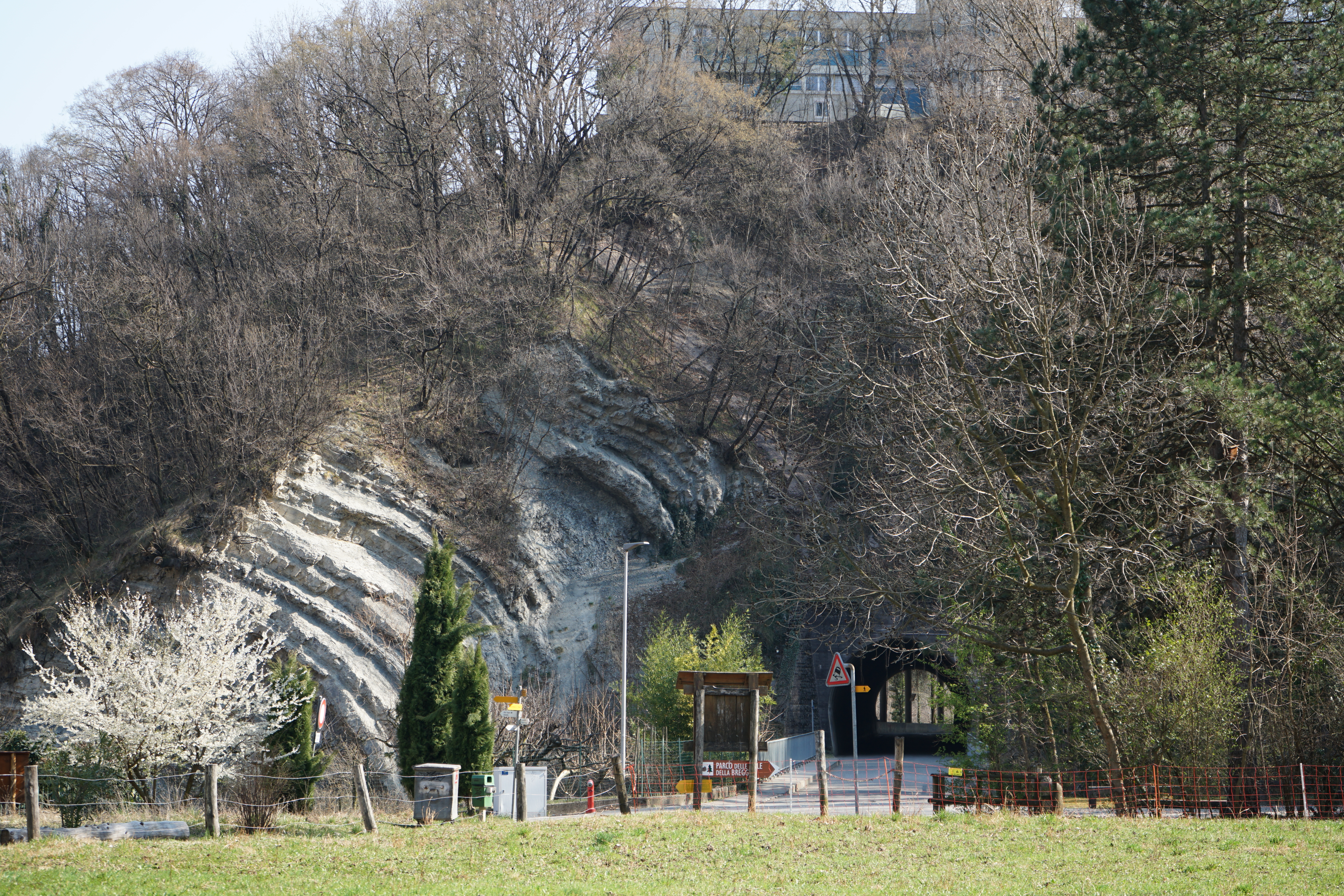
Hügel von Balerna mit Tunnel im unteren Bereich

Der Park endet im Norden an der Brücke, die Castel San Pietro mit Morbio Superiore über die Schlucht der Breggia verbindet. Die Brücke der alten Strasse liegt tief in der Schlucht und ist heute Bestandteil der Wanderwege im Geopark. Ein Wanderweg folgt dem Flusslauf – teilweise über hohe Brücken, Treppen und Stege an der Felswand verlaufend. Gelegentlich führen Waldwege die Hänge hoch aus der Schlucht hinaus. Ab der Parkmitte besteht eine asphaltierte Strasse, die die ehemaligen Berg- und Zementwerke erschloss und im unteren Bereich durch einen kleinen Tunnel geführt wird.
Ein rund anderthalb Kilometer langer Themenweg passiert über 20 Geostopps, an denen die geologischen Besonderheiten erläutert werden.
Im untersten Bereich ist die Breggia zu einem kleinen Teich gestaut. Unterhalb des Damms liegt die alte Mühle Mulino del Ghitello, in der sich ein kleines Besucherzentrum befindet.

## Geologie

### Entstehung des Gesteins
Im Laufe der Zeit hat der Fluss Breggia sich in die Schlucht eingegraben und dabei ein etwa 1,5 km langes geologisches Profil aus der Zeit des Erdmittelalters freigelegt. In der Geologie werden die letzten 4450 Mio. Jahre in Erdaltertum (Paläozoikum), Erdmittelalter (Mesozoikum) und Erdneuzeit (Känozoikum) aufgeteilt, die wiederum in Epochen zerlegt werden.:30 Das Erdmittelalter umfasst den Zeitraum vor 251 bis 65,5 Mio. Jahren, der wiederum in Trias, Jura und Kreide gegliedert ist.:194
Im Erdmittelalter sah das Bild der Erde ganz anders aus als heute: In der Jurazeit (vor 199,6 – 145, 5 Mio. Jahren) erstreckte sich der Tethys-Ozean zwischen dem Nordkontinent Laurasia und dem Südkontinent Gondwana, zu dem die Adriatische Platte, ein kleiner Kontinent, gehörte. Das Gestein im Parco delle Gole della Breggia hat sich in der Jura- und der Kreidezeit durch Ablagerungen am Rand des Kleinkontinents Adria gebildet.

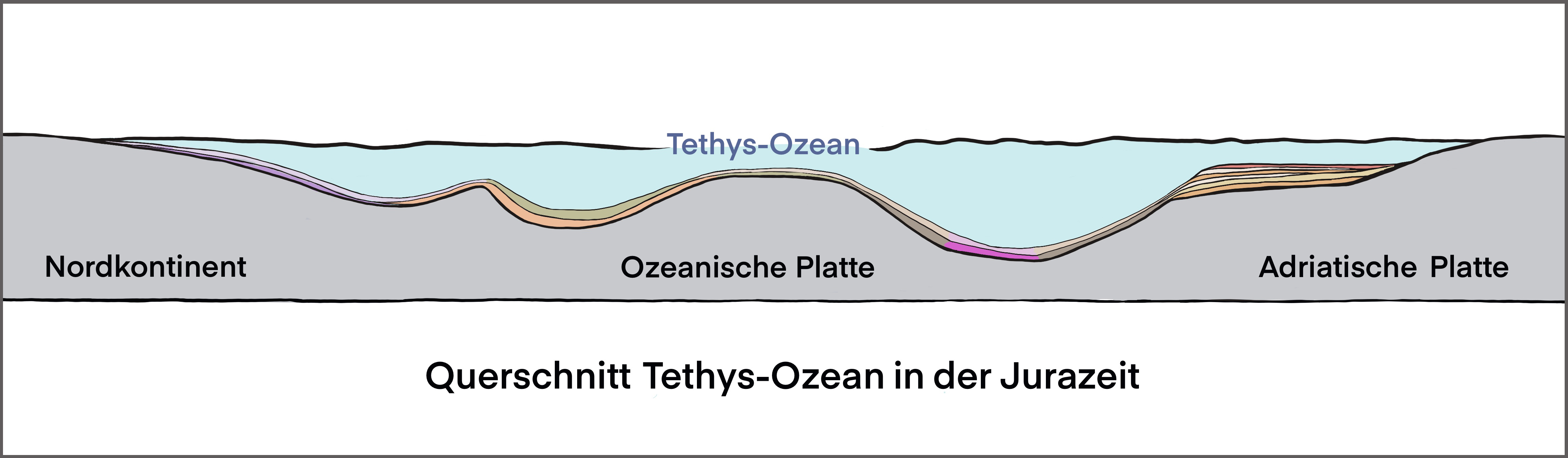
Ablagerungen Sedimente am Rand des Kleinkontinents Adria

Später, in der Erdneuzeit, entstanden die Alpen. Damals trafen der Kleinkontinent Adria und der Nordkontinent zusammen.:11 Die ozeanische Platte dazwischen verschwand grösstenteils unter der Erdkruste, und die Ablagerungen auf dem Meeresboden – die Sedimentschichten – wurden in der Kontaktzone zusammengedrückt, aufgestellt und über den Nordkontinent geschoben.:82
Im Zuge der Gebirgsbildung wurden die Gesteinsschichten in diesem Gebiet nach Südwesten geneigt.:188

### Gesteine

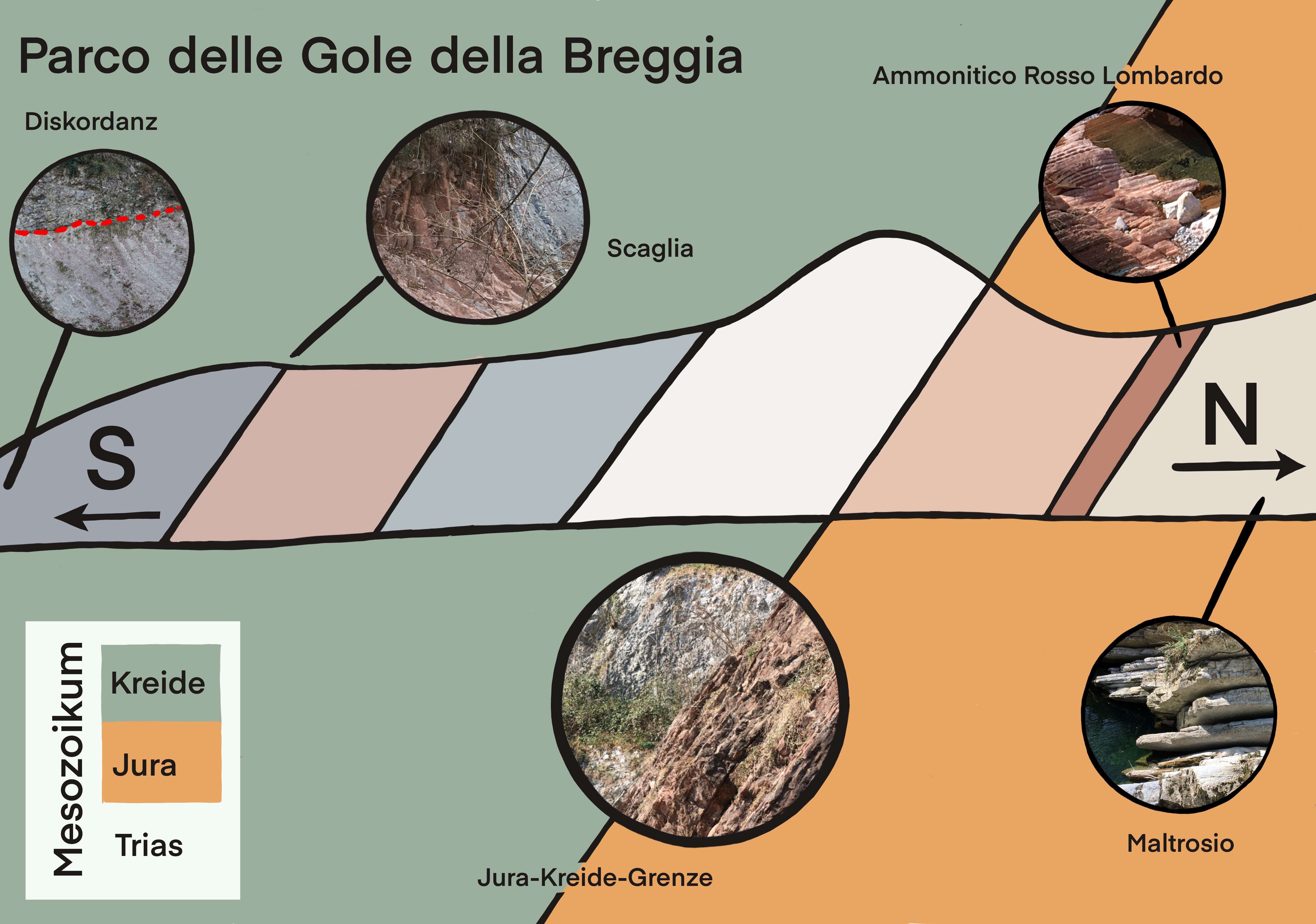
Profilschnitt Parco delle Gole della Breggia

Das älteste Sediment des Parco delle Gole della Breggia ist der Moltrasio-Kalk. Dieser tritt im oberen Bereich des Parks bei der Brücke Punt da Canaa (zwischen Morbio Superiore und Castel San Pietro) zutage. Je weiter es von da aus talabwärts geht, desto jünger wird das Gestein, das von der Breggia freigelegt worden ist.

#### Moltrasio-Kalk
Der Moltrasio-Kalk stammt aus der frühen Jurazeit (195 Mio. Jahre) und besteht aus winzigen Bruchstücken abgestorbener Kieselschwämme, einem vielzelligen Meerestier der Klasse Schwämme, dessen Partikel sich am Meeresboden angesammelt und zu Kalkstein verfestigt haben.:188 f :52 Darauf lagerten sich Tonmineralien ab und bildeten eine dünne Schicht Mergel, eine Mischung aus sehr feinen Kalk- und Tonpartikeln. Über der Schicht Mergel entstand wieder eine Schicht aus Kalk, worauf wiederum eine Schicht Mergel folgte. Im Laufe der Zeit wiederholten sich die Kalk-Mergel-Abfolgen in regelmässigen Zyklen, sodass pro einer Million Jahre jeweils ein rund 20 Meter dickes Gesteinspaket entstand.:55

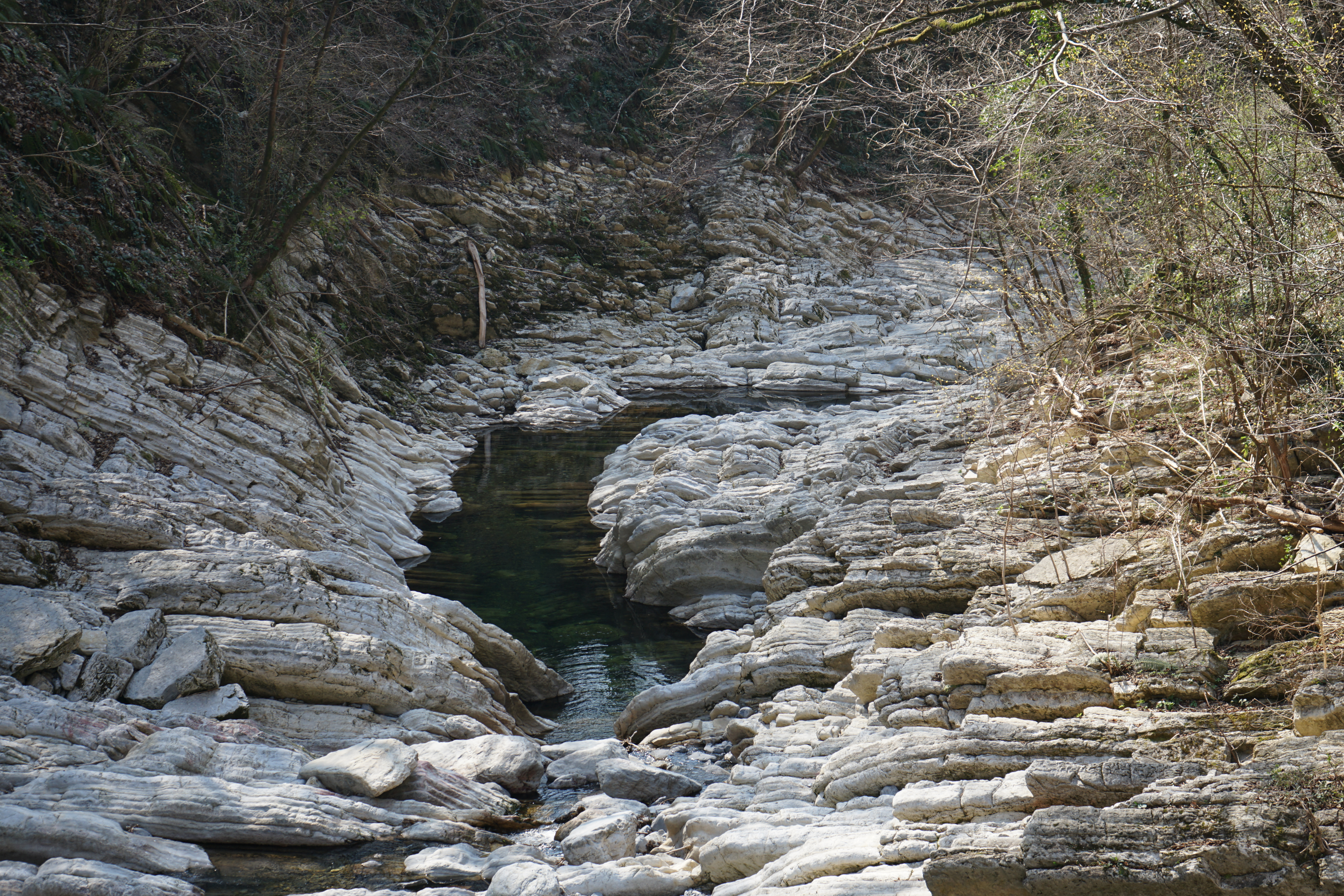
Moltrasio-Kalk
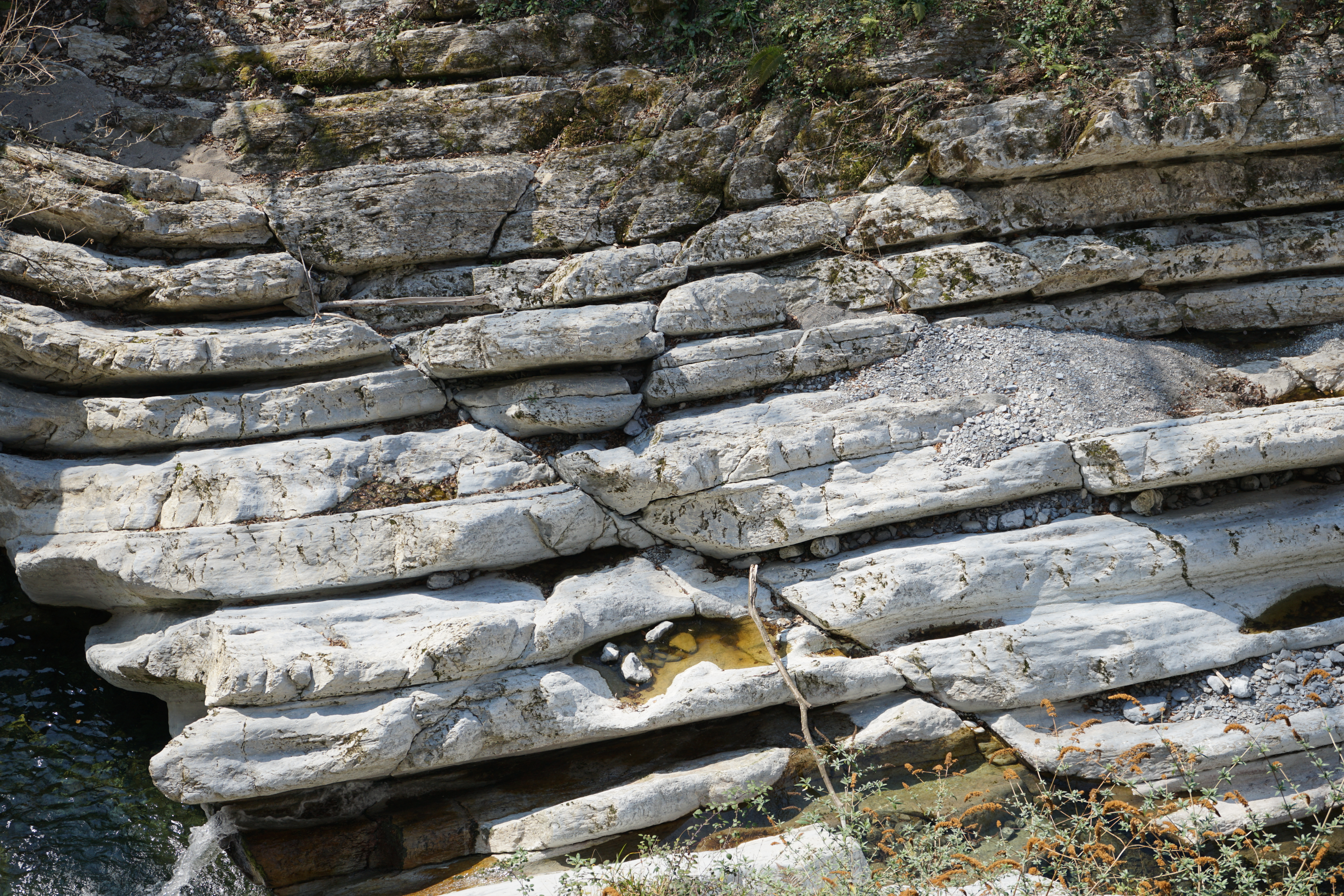
Bruch im Moltrasio-Kalk.
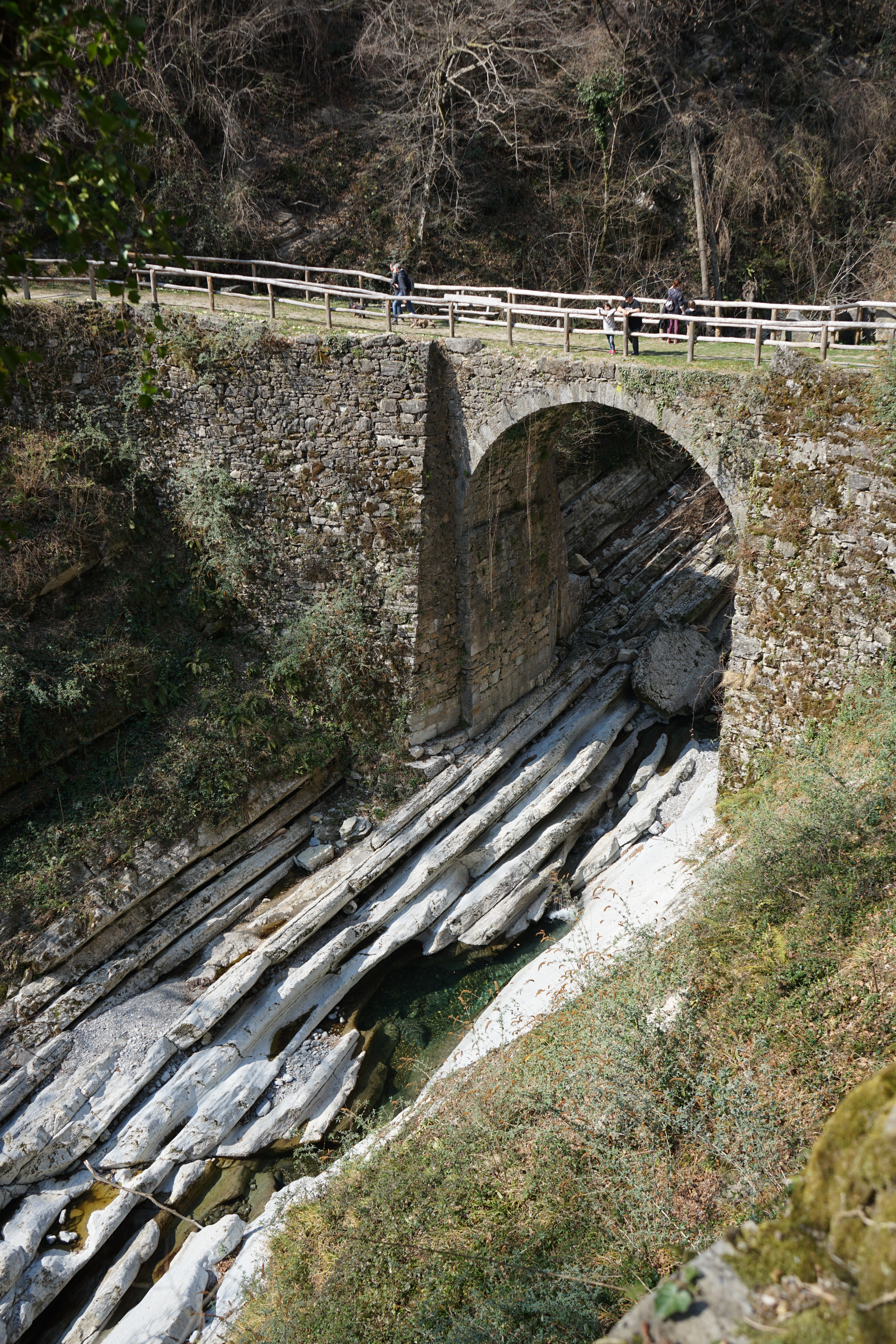
Brücke Punt da Canaa.

#### Ammonitico Rosso Lombardo

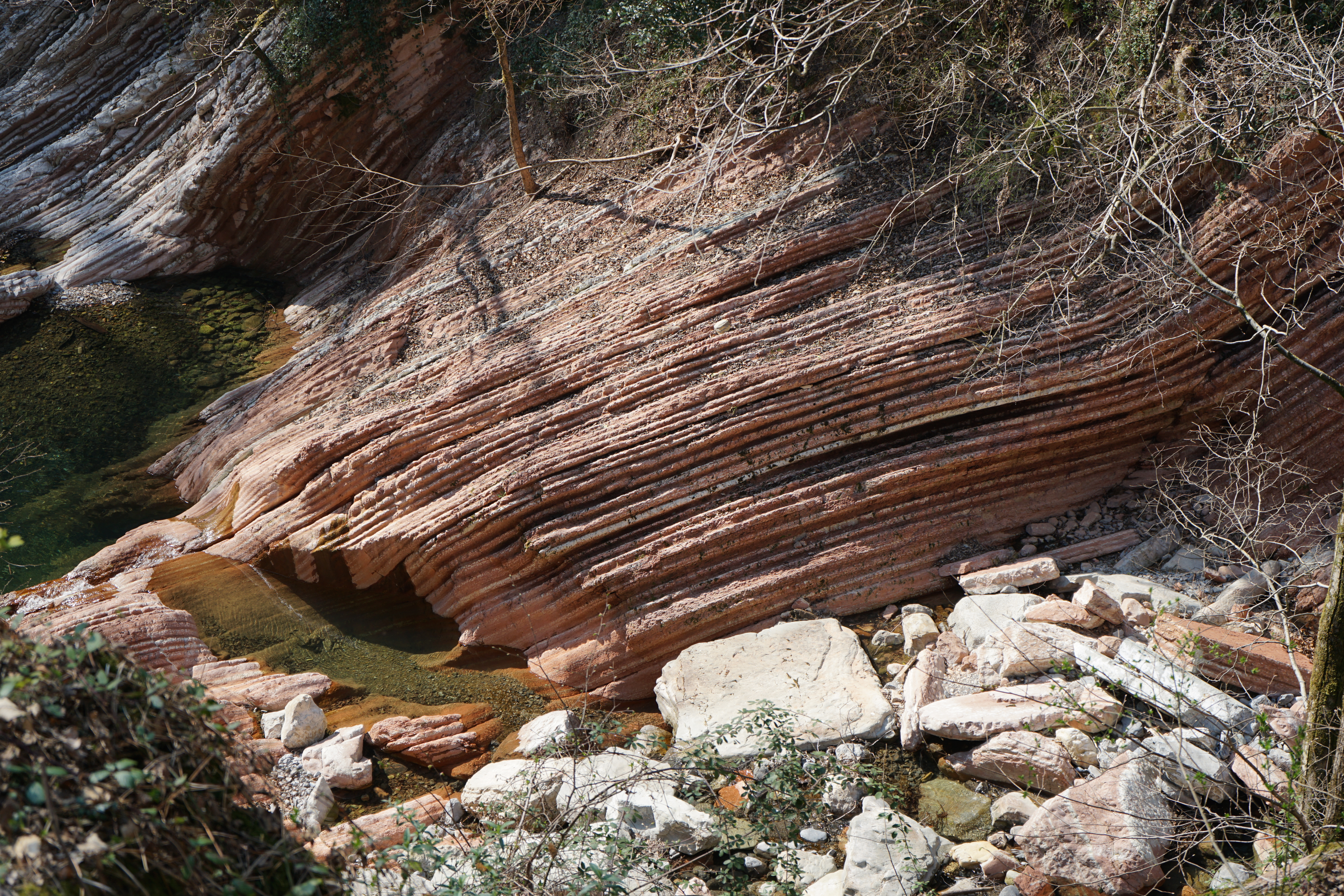
Ammonitico Rosso Lombardo

Weiter flussabwärts folgen auf den Moltrasio-Kalk die etwas jüngeren und rötlich gefärbten Kalkschichten des Ammonitico Rosso Lombardo. Seine rötliche Färbung erhielt das Gestein, das ebenfalls aus der frühen Jurazeit stammt, von eisenhaltigen Mineralien.:190 Damals vertiefte sich das Meer lokal, sodass die Ablagerung fortan in tiefem, sauerstoffarmen Wasser stattfand.:226 Das Wachstum des Ammonitico Rosso Lombardo wuchs enorm langsam: In acht Mio. Jahren (vor 190 – 182 Mio. Jahren) wuchsen die Schichten des Ammonitico Rosso Lombardo bloss 15 Meter an.:190
Dank dem Ammoniak – einer gasförmigen Verbindung – im Ammonitico Rosso Lombardo, ist diese Zone reich an Fossilien.:38

#### Rosso ad Aptici

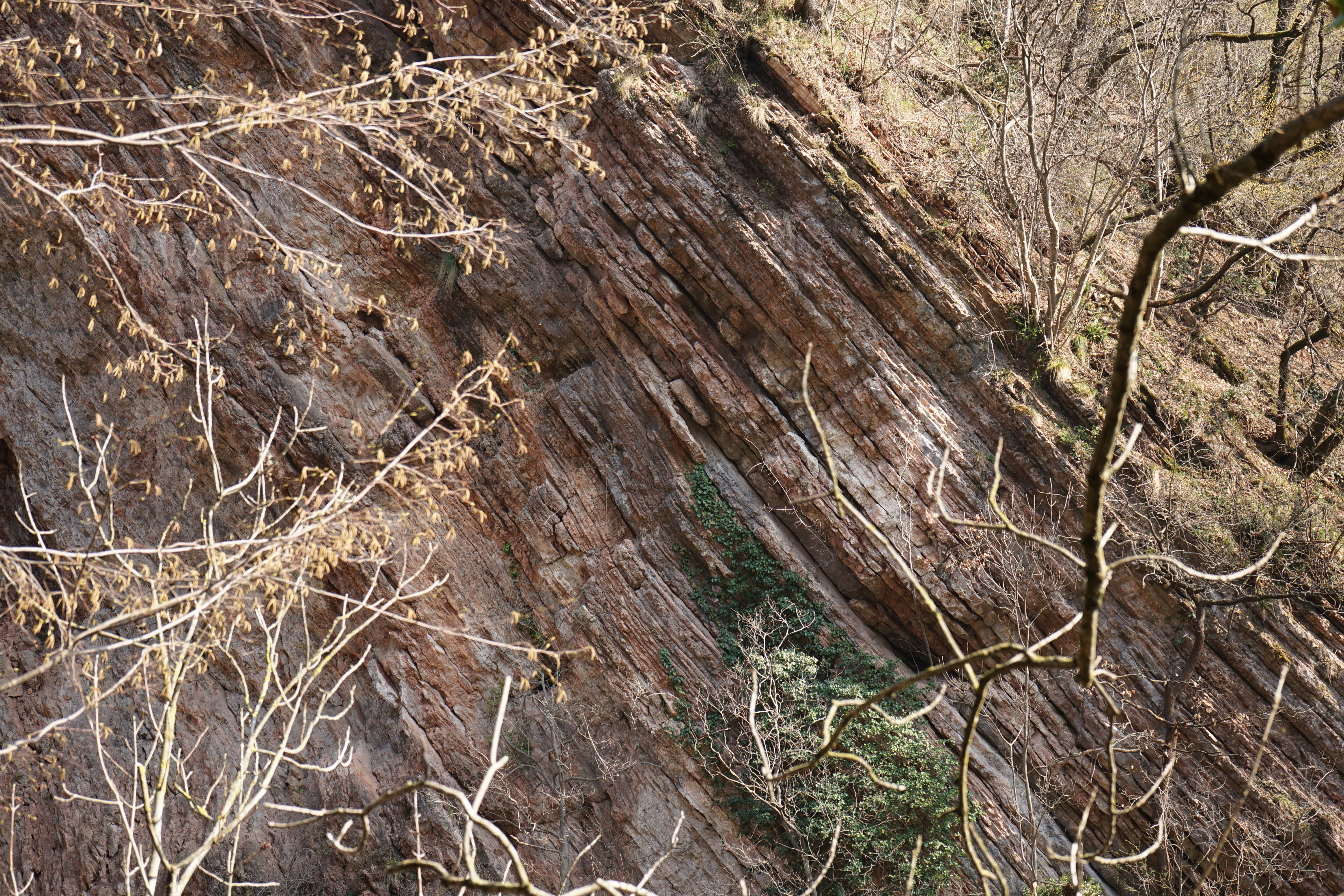
Rosso ad Aptici

Unterhalb vom Picknick-Platz Prato delle Streghe quert eine Holzbrücke – Punt dal Farügin – die Breggia. Von da aus führt der Weg nach unten zu einem Steg, der sich weiter entlang einer Felswand zieht. Das Gestein der Felswand, Rosso ad Aptici, besteht aus Radiolarit, der sich aus den Trümmern von Radiolarien, Einzeller mit Skelett aus Quarz oder Calcit, und dem Schlamm auf dem Meeresgrund zusammensetzt.:191:61

#### Maiolica-Kalk

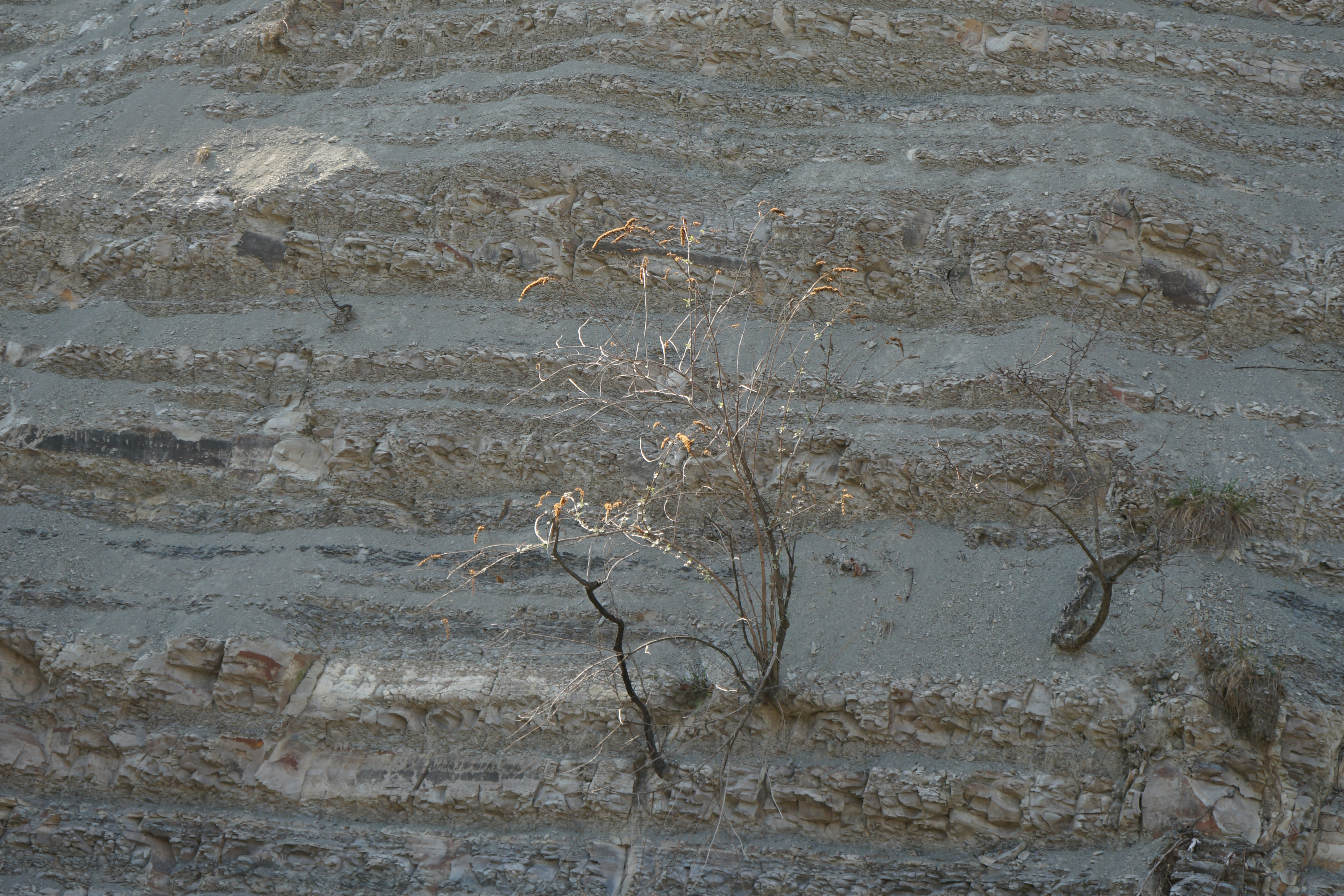
Maiolica-Kalk

Der aus der Kreidezeit stammende Maiolica-Kalk ist wesentlich jünger als der Moltrasio-Kalk aus der Jurazeit und besteht aus 70–92 % Calciumcarbonat. Bei Calciumcarbonat handelt es sich um eine chemische Verbindung von Calcium, Kohlenstoff und Sauerstoff, die hauptsächlich in Form des Minerals Calcit erscheint. Calcit ist ein Gesteinsbildendes Mineral. Es kommt zum Beispiel in den Schalen von Muscheln und Schnecken und in den Skeletten von Einzellern vor, die nach ihrem Absterben auf den Meeresboden sinken.:50ffCalciumcarbonat wird weltweit in grossen Mengen abgebaut, hauptsächlich für die Herstellung von Zement. So wurde auch der Maiolica-Kalk von 1963 bis 2003 abgebaut und im Zementwerk Saceba verarbeitet, dessen grosse Halle als industriegeschichtliches Denkmal im Parco delle Gole della Breggia an die wirtschaftliche Bedeutung des Gesteins erinnert.:191 ff

#### Scaglia

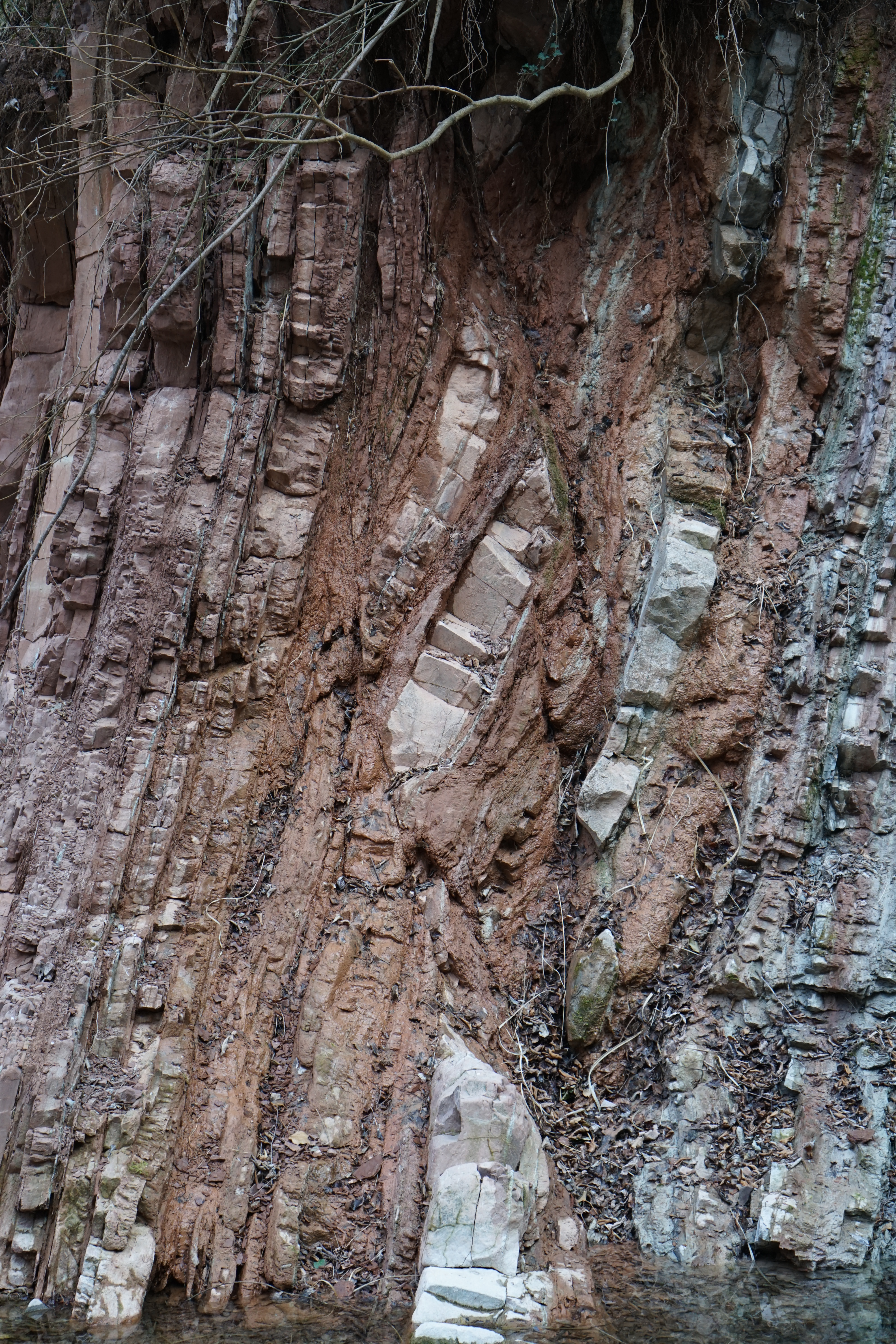
Scaglia Rossa

Nach dem eingestellten Zementwerk Saceba folgen auf den Maiolica-Kalk die jüngeren Schichten der Scaglia aus der mittleren Kreidezeit (vor etwa 120 bis 95 Mio. Jahren).:193 Zu sehen sind Mergel und Mergelkalk. Mergel setzt sich aus Kalk und Ton im Verhältnis eins zu zwei zusammen, wohingegen der Mergelkalk das umgekehrte Verhältnis aufweist, zwei Anteile Kalk pro Anteil Ton.:55
Die Scaglia ist ein weiches und zerbrechliches Gestein, dessen Name Schuppen bedeutet. Je nach Farbe des Gesteins wird es als Scaglia Bianca (weiss) oder als Scaglia Rossa (rot) bezeichnet. Die Scaglia Verigiata («vielfarbige Schuppen») bildet die älteste Schicht dieser Reihe. Auf sie folgt die Scaglia Bianca und darüber liegt die jüngste der Scaglia-Schichten, die Scaglia Rossa. Entstanden ist die Scaglia aus dem Schlamm, den die Flüsse vom Festland in die Randzone des Tethys-Ozeans befördert hatten.:193

#### Konglomerat von Pontegana
Über den jüngsten Sedimenten aus der Kreidezeit liegt das Konglomerat von Pontegana.:39 Konglomerat ist ein zementiertes Geröll. Es entsteht, indem das Geröll vom Fluss abtransportiert, geschliffen und schliesslich im Kies des Flussbetts abgelagert wird. Da wird es vom Kies einzementiert.:39 Beim Konglomerat von Pontegana handelt es sich um einen Rest eines alten Deltas, welches einst die Region Balerma – Morbio Inferiore – Pontegana umfasste.:39

### Geologische Besonderheiten

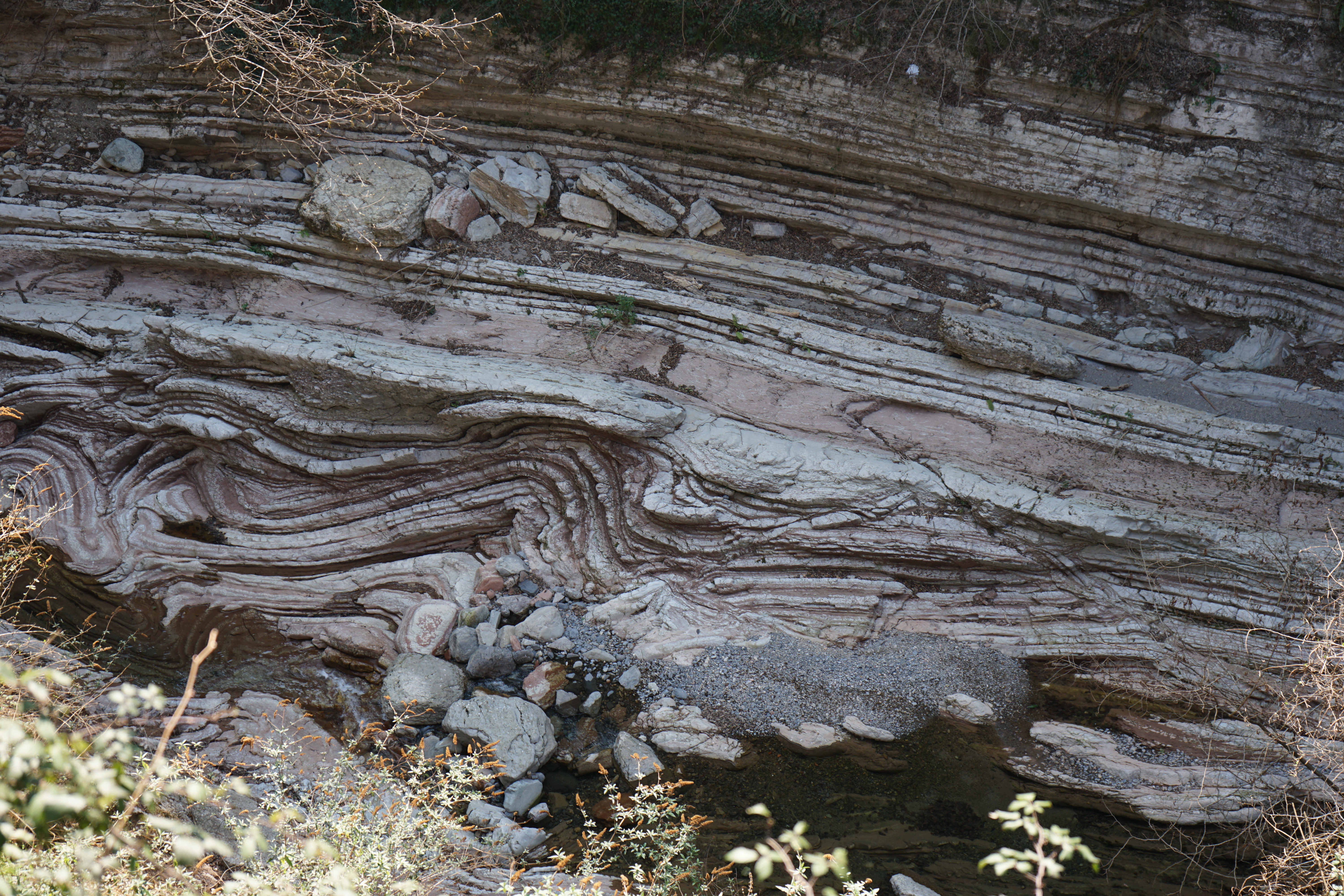
Verformte Kalk-Mergel-Schichten
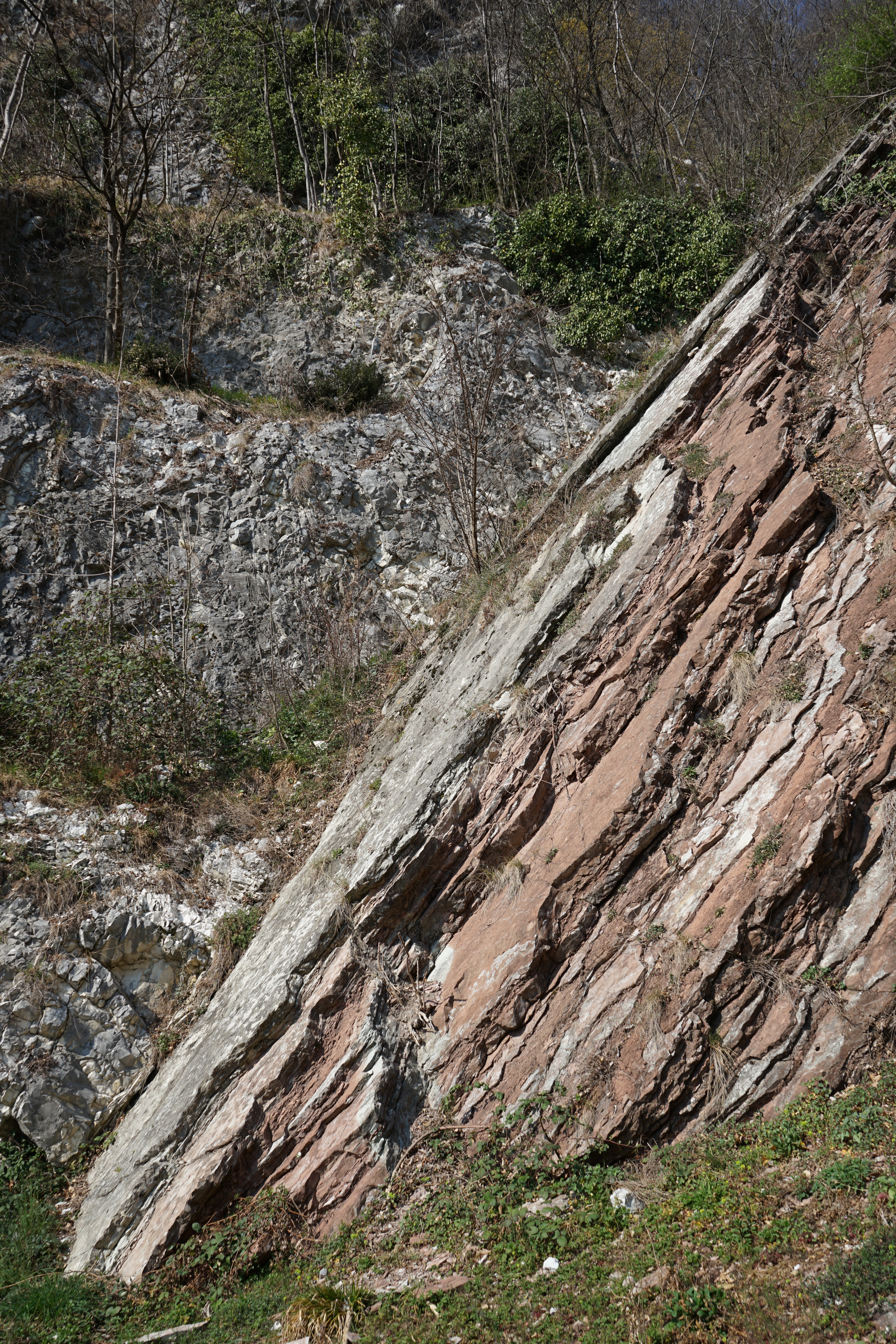
Jura-Kreide-Grenze
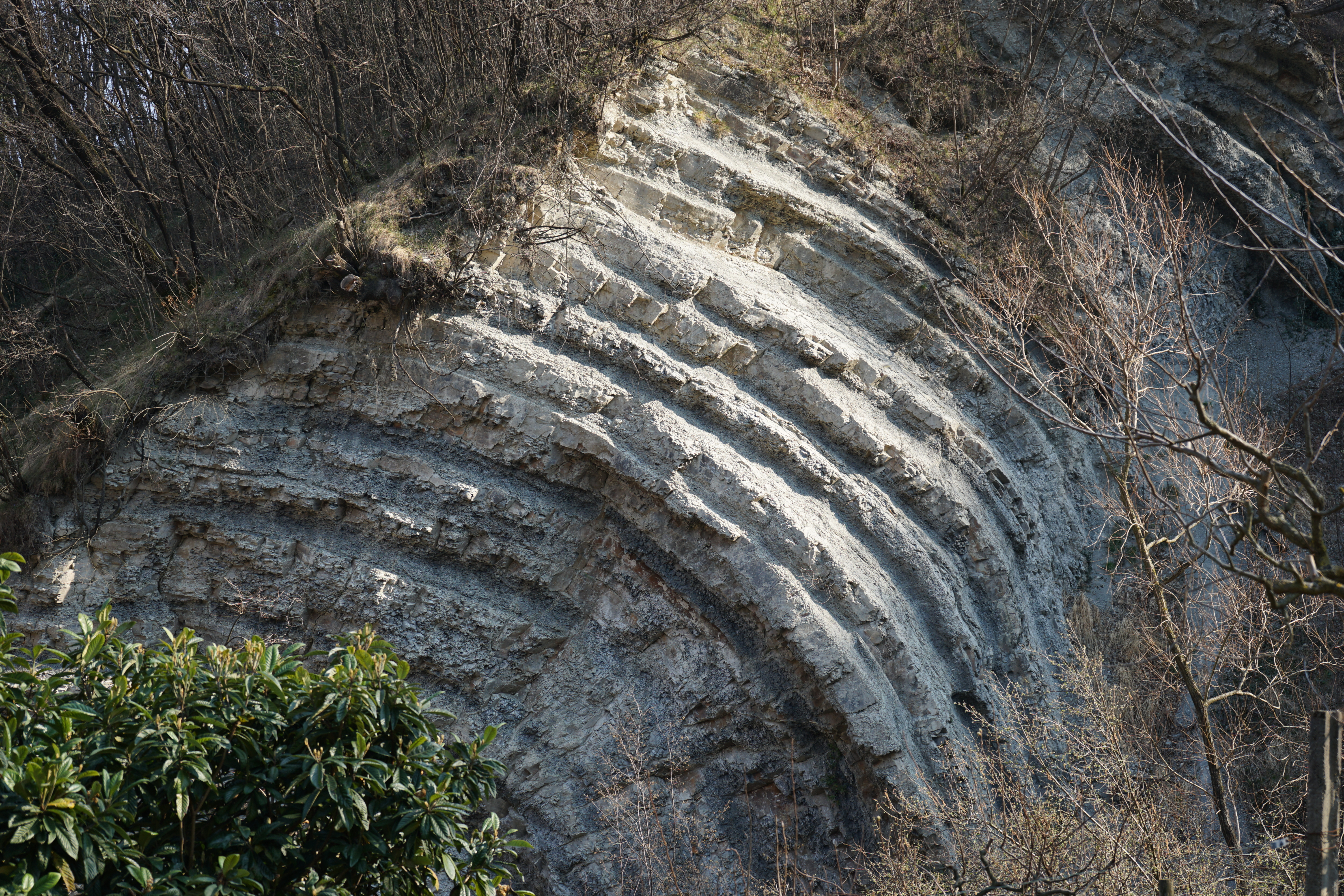
Falte in der Scaglia Bianca

#### Verformte Kalk-Mergel-Schichten
Südlich des Picknick-Platzes Prato delle Streghe liegt im Bett der Breggia ein gefaltetes Gestein, das sich vor etwa 170 Mio. Jahren verformt hatte. Damals lagerten sich wechselweise Kalk- und Mergelschichten auf leicht geneigtem Meeresgrund ab. Mit der Zeit rutschten die oberen Schichten ein paar Meter ab und verformten dabei die Schichten darunter.:191

#### Jura-Kreide-Grenze
Folgt man dem Weg entlang der Felswand weiter, hört das rote Gestein des Rosso ad Aptici aus der Jurazeit plötzlich auf. Auf das rote Gestein trifft der weisse Maiolica-Kalk, der einer jüngeren Epoche des Erdmittelalters – der Kreidezeit – entspringt. Die Schnittstelle der beiden Gesteinsarten markiert nicht nur eine scharfe materielle, sondern ebenso eine zeitliche Grenze: den Übergang von der Jura- in die Kreidezeit, der mit grossen geologischen Umbrüchen verbunden war.:191

#### Falte in der Scaglia Bianca
Zwischen der alten Brücke Punt dalla Bira und einer modernen Brücke, die in den Tunnel führt, ist die Scaglia Bianca gefaltet. Ihre Falte hat sie im Zuge der Alpenbildung erhalten, als die Sedimentschichten nicht nur gekippt, sondern ebenso deformiert wurden.:193

#### Diskordanz bei Mulino di Ghitello
Am Ende des Parco delle Gole Breggia befindet sich eine Felswand, deren unterer Bereich aus aufrecht und schräggestellten Schichten der Scaglia Rossa besteht, die etwa 100 Mio. Jahre alt sind. Darüber liegt der verfestigte Schotter eines Murgangs, der mit seinen fünf Mio. Jahren eine wesentlich jüngere Schicht darstellt. Zwischen den beiden Schichten liegt also die Schnittstelle zweier Zeiten, die sehr weit auseinanderliegen. Bei einem solchen Phänomen spricht man von Diskordanz. Einst waren die aufgestellten Schichten der Scaglia Rossa einiges höher als heute und über einen langen Zeitraum hinweg der Erosion ausgesetzt, sodass Teile davon langsam aber stetig abgetragen wurden.:194

## Fauna und Flora

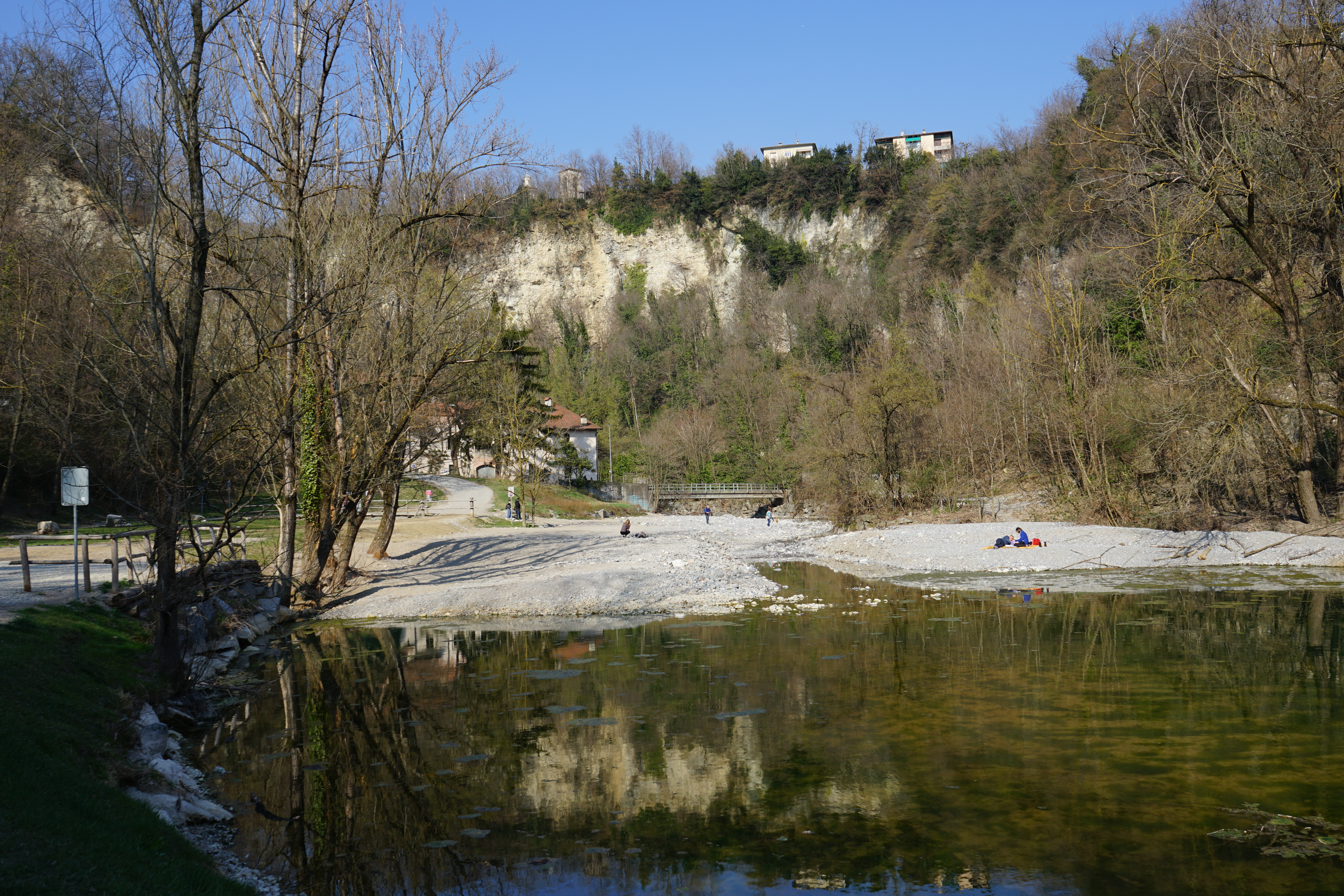
Laghetto del Ghitello – auf dem Konglomerat-Hügel im Hintergrund das Dorf Morbio Inferiore

Im Park wurden 542 Pflanzenarten aus 100 Familien nachgewiesen.:97 f 88 der Pflanzenarten sind in der Roten Liste der gefährdeter Arten aufgeführt.:99 Erwähnenswert sind zum Beispiel der in der Schweiz seltene Taubenkropf, die Gelbe Sommerwurz oder das Alpenveilchen.
Das Gebiet besteht zu einem Grossteil aus Wald,:93 auch wenn das Siedlungsgebiet vielerorts bis an den Park heranreicht. Vorherrschend sind Hopfenbuche, Eschen und Robinien.:93
Sechs Säugetierarten wurden im Park gesichtet, darunter vor allem auch Fledermäuse über der Breggia: Steinmarder, Wildschwein, Braunbrustigel, Wasserfledermaus, Zwergfledermaus, Braunes Langohr. Im Umfeld des Parks wurden 28 Säugetierarten nachgewiesen (2007). Zudem leben im Park sechs Reptilien- und fünf Amphibienarten. Weiter sind 44 Vogelarten nachgewiesen.:111 ff In der Breggia schwimmen trotz Verbauungen Bachforellen, im kleinen See Strömer und Elritze. In den 1980er Jahren gab es in den Gewässern nur Dohlenkrebse.:117 ff
Die Breggia wurde im Bereich zwischen Mühle und Teich von Ghitello renaturiert.:122 Mit kleinen Teichen wurde Lebensraum für Amphibien geschaffen.:93

## Geschichte

### Vorindustrielle Zeit

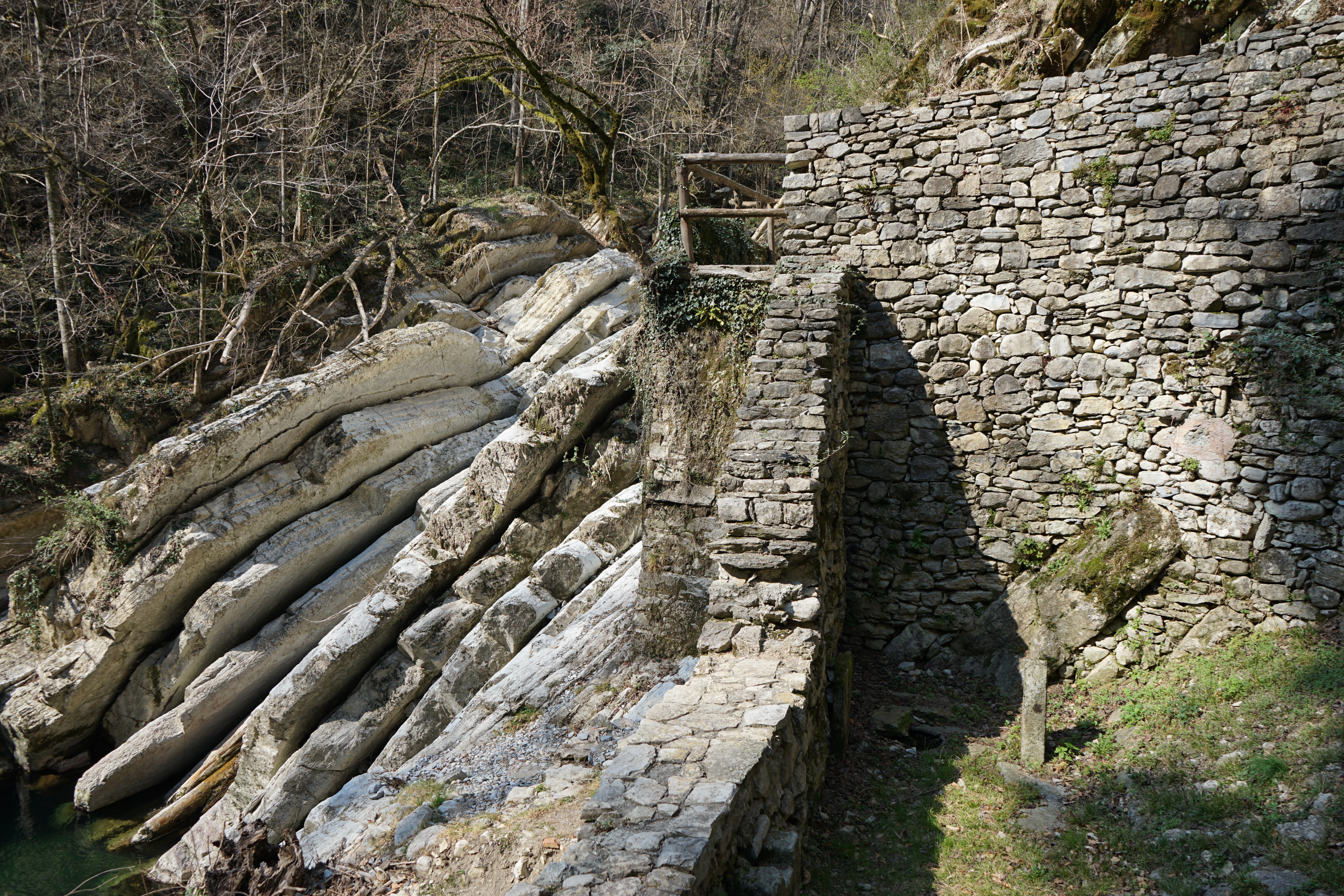
Ruinen von Mulin di Canaa

Rund um die Schlucht sind vier ehemalige Burgen und zahlreiche Kirchen und Kapellen nachgewiesen.
Am bedeutendsten sind die Ruinen des Castel San Pietro und der Chiesa Rossa, die auf einer Anhöhe oberhalb der Schlucht und innerhalb des Parkes liegen.:133 ff Die Kirche, auch Chiesa di San Pietro genannt, wurde 1343 geweiht. Im Inneren finden sich Fresken aus dem 14. Jahrhundert eines lombardischen Malers. Die Chiesa Rossa zählt zum Kulturgüterinventar von nationaler Bedeutung.
Noch älter ist die Burg von Castel San Pietro, die im 12. Jahrhundert erstmals erwähnt wurde. Die Chiesa Rossa befindet sich innerhalb der alten Burg, von der noch grössere Mauerstücke erhalten sind.:145 ff
Die Wasserkraft der Breggia wird schon lange genutzt. Verschiedene Mühlen standen im Bereich des Parks.:159 ff Von der Mühle bei Canaa unterhalb von Morbio Superiore sind nur noch Ruinen erhalten. Durch die Gesteinsschichtungen des Moltrasio-Kalks wurde ihr Wasser zugeführt.:189 Eine zweite Mühle befand sich ganz in der Nähe. Die Mühle von Ghitelli wurde im Jahr 1606 erbaut.:134
Die Ponte del Farügin in der Schlucht besteht seit dem 15. Jahrhundert. Der Holzsteg, der die enge Schlucht in rund 35 Metern Höhe überquert, wurde im Jahr 2000 erneuert. Er findet sich im Inventar der historischen Verkehrswege. Im 18. Jahrhundert wurde etwas weiter flussaufwärts die Punt da Canaa errichtet. Die 111 Meter lange und 79 Meter hohe Punt da Fèr aus dem 1912 galt wegen ihrer Metallkonstruktion bei der Erbauung als einzigartig für die Schweiz. 1997/98 wurde die Brücke am nördlichen Parkende durch einen neuen Betonbau ersetzt.:151 ff

### Industrielle Nutzung

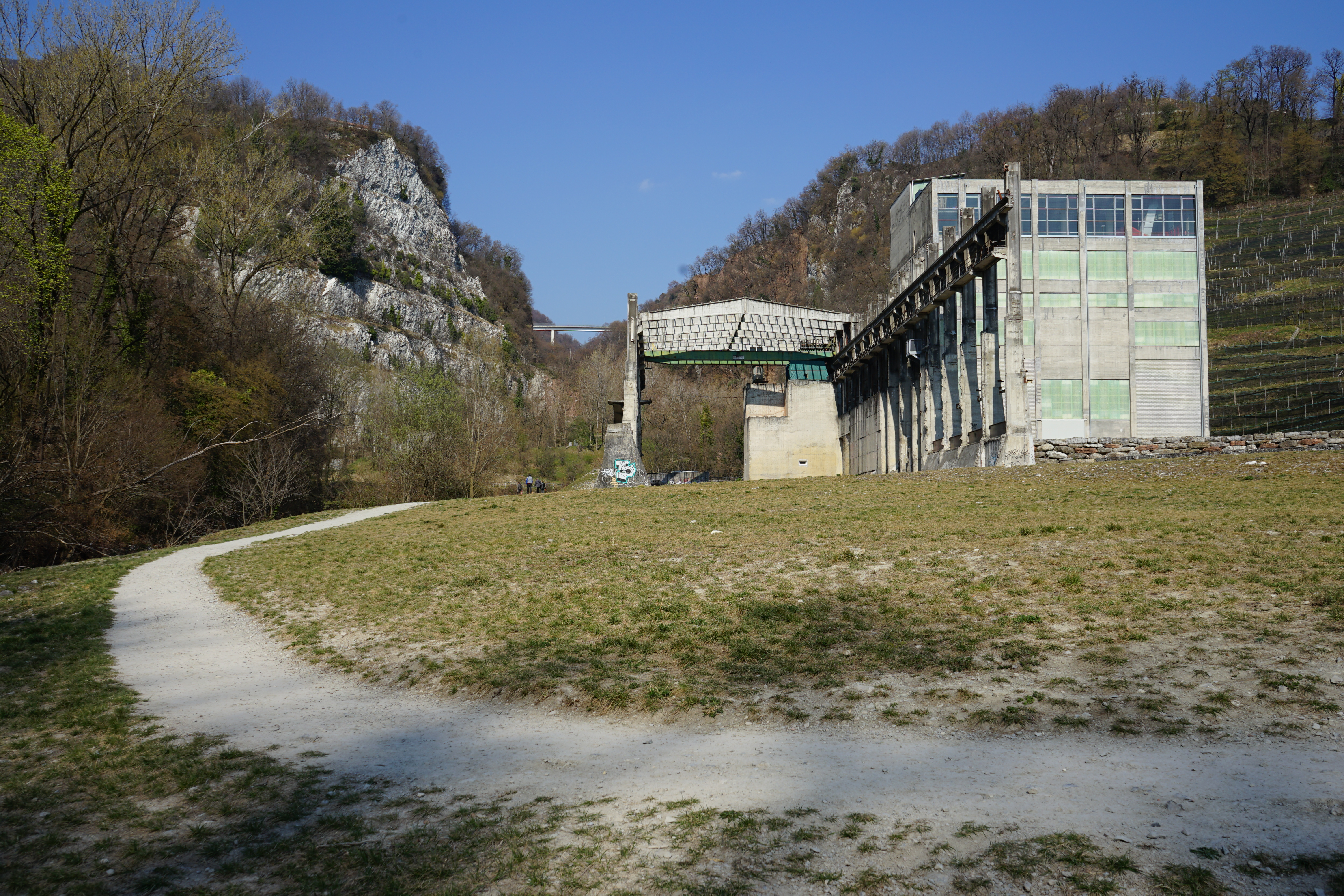
Ehemaliges Zementwerk, im Hintergrund die Brücke von Castel San Pietro nach Morbio Superiore am oberen Ende des Parks

Von 1963 bis 2003 war in der Schlucht das Zementwerk «Saceba» aktiv. Für die Zementproduktion wurde Kalk aus der Schlucht genutzt. Im Berg unterhalb von Castel San Pietro wurden kilometerlange Stollen gebohrt, um den Maiolica-Kalk abzubauen.
Verschiedene Bauten der ehemaligen Industrieanlagen wie der Ofenturm blieben erhalten und dienen heute als Ausstellungs-, Unterrichts- und Mehrzweckräume und werden für kulturelle Veranstaltungen genutzt.

### Naturschutz

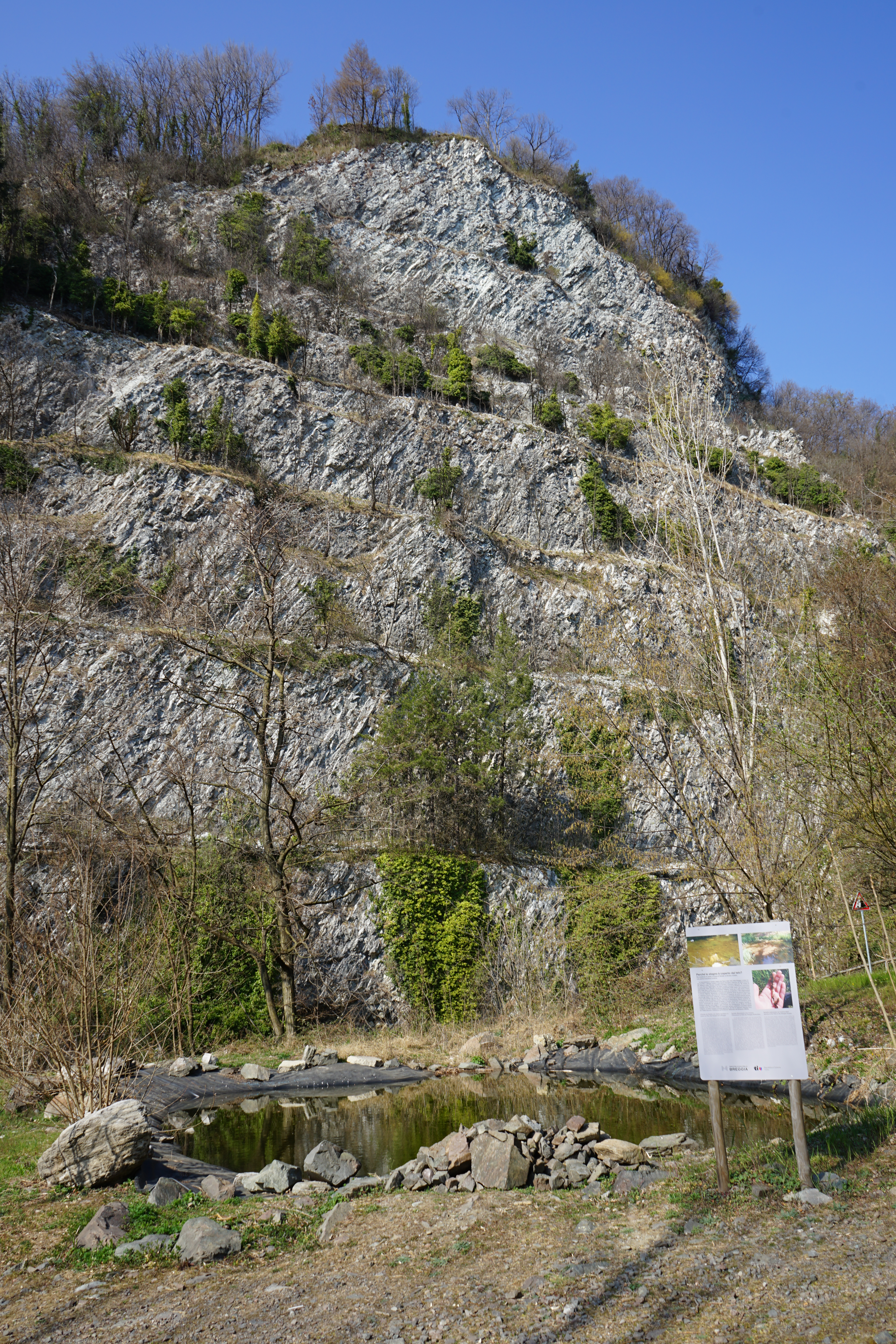
Neuer Teich am Fusse des alten Steinbruchs

1985 wurde eine Stiftung zum Schutz der Breggia-Schlucht gegründet. 1998 hat der Kanton Tessin die Breggia-Schucht unter Naturschutz gestellt. Eine gleichnamige Stiftung wurde mit dem Management des Naturschutzgebiets beauftragt.:11–14
Nachdem eine Infrastruktur für Besucher – darunter Wege und das Besucherzentrum – erstellt worden war, wurde der Park am 15. September 2001 eingeweiht. Drei Jahre später war ein geologischer Lehrpfad erstellt.:11–14
Die Schweizer Gesetzgebung sieht namentlich keine Geoparks vor. Eine Anerkennung eines Geoparks als Park von nationaler Bedeutung ist trotzdem möglich. Ebenso ist die Liste der «Geotope von nationaler Bedeutung», die von der Akademie der Naturwissenschaften Schweiz erstellt wurde, nicht offiziell. Die Breggia-Schlucht wird ebenfalls als Geotop von nationaler Bedeutung geführt.